# Grand Prix automobile d'Europe 1997
Vous lisez un « article de qualité » labellisé en 2024.
GP précédent GP suivant
Le Grand Prix automobile d'Europe 1997 (officiellement appelé en anglais XLII Grand Prix of Europe), disputé sur le circuit de Jerez en Espagne le 26 octobre 1997, est la huitième édition du Grand Prix, le 614e Grand Prix de Formule 1 couru depuis 1950 et la dix-septième et dernière manche du championnat 1997. Il s'agit de la septième course de Formule 1 sur ce circuit depuis 1986.
En marge de cette dernière épreuve, Michael Schumacher (Scuderia Ferrari) mène le championnat du monde des pilotes avec un point d'avance sur son rival Jacques Villeneuve (Williams-Renault). Les observateurs et l'ensemble des acteurs de la discipline craignent une manœuvre anti-sportive de l'un des deux protagonistes ou de leurs équipiers dans la lutte pour le titre. Aussi Max Mosley, le président de la Fédération internationale de l'automobile, et Bernie Ecclestone, le dirigeant de la Formula One Constructors Association, menacent-ils de sanction tout pilote coupable d'un accrochage qui influencerait l'attribution du titre mondial.
Les qualifications de cette épreuve se singularisent par trois pilotes, Jacques Villeneuve, Michael Schumacher et Heinz-Harald Frentzen, qui effectuent le même temps au millième de seconde près, fait unique dans l'histoire de la Formule 1. Villeneuve ayant réalisé en premier son tour rapide, c'est lui qui obtient la pole position.
Jacques Villeneuve est sacré champion du monde à la suite de l'abandon de Michael Schumacher, auteur d'un accrochage avec le Canadien qui a tenté de le dépasser au quarante-huitième tour. Lors du dernier tour, Villeneuve, en difficulté avec des pneumatiques usés, laisse passer Mika Häkkinen (McLaren-Mercedes), qui remporte son premier Grand Prix, et son équipier David Coulthard, une troisième place étant suffisante pour sécuriser le titre.
Si les commissaires de piste considèrent que l'accrochage entre Michael Schumacher et Jacques Villeneuve est un simple incident de course, le Conseil Mondial de la Fédération internationale de l'automobile se réunit à ce sujet en session extraordinaire le 11 novembre 1997. Bien qu'aucune préméditation ne lui soit imputée, le pilote Ferrari est déclaré responsable de l'accident et exclu du classement du championnat du monde des pilotes 1997. Trois jours auparavant, le journal britannique The Times révèle que McLaren et Williams avaient conclu un arrangement pour laisser gagner un pilote McLaren si le titre de Villeneuve était assuré. Si le Conseil Mondial considère que rien ne prouve un quelconque trucage du classement de la course, David Coulthard révèle en 2014 l'existence de cet accord entre les deux équipes.

## Contexte avant le Grand Prix

### Situation du championnat du monde

#### Classements avant l'épreuve

##### La disqualification de Villeneuve à Suzuka
La saison 1997 est marquée par le duel pour le titre entre Jacques Villeneuve et Michael Schumacher. Lors de l'antépénultième course, au Nürburgring, Villeneuve fait coup double : il remporte la course et s'empare de la tête du championnat avec 77 points contre 68 à Schumacher. Ce dernier a en effet abandonné au deuxième tour après avoir été victime d'un accrochage avec son frère Ralf.
Avec neuf points d'avance sur Schumacher à deux courses de la fin du championnat, Villeneuve prend une option sur le titre. Le Canadien peut être sacré champion du monde lors de l'avant-dernière épreuve au Japon, s'il marque au moins un point de plus que Schumacher. Mais à Suzuka, Schumacher remporte la course tandis que Villeneuve, seulement cinquième à l'arrivée, est finalement déclassé. Cela fait suite au comportement du pilote canadien lors des essais libres, le vendredi : il n'avait pas ralenti malgré les drapeaux jaunes,. Or Villeneuve, qui avait déjà ignoré un drapeau jaune à Monza, avait écopé de neuf courses de mise à l'épreuve, soit jusqu'à la quatrième épreuve de la saison 1998. Sa récidive à Suzuka entraîne la sanction du pilote : il est disqualifié et perd les deux points de la cinquième place. Dans un premier temps, l'écurie Williams décide de faire appel de cette sanction mais prend le risque de voir la peine alourdie en appel avec une possible suspension de Jacques Villeneuve pour le dernier Grand Prix de la saison. Afin d'assurer la présence de son pilote à Jerez, Williams retire son appel,.

##### Le duel Schumacher-Villeneuve de Jerez

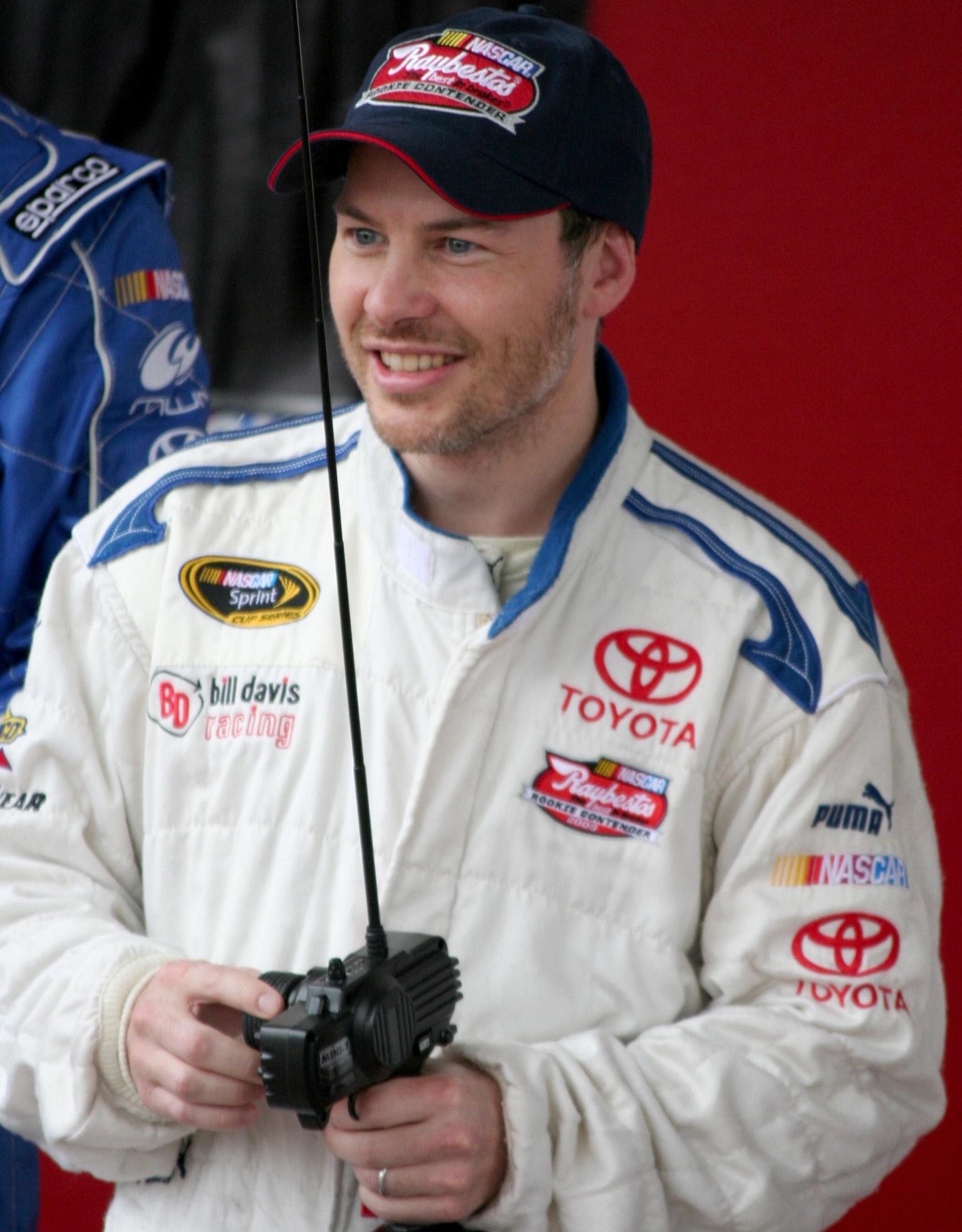
La course au titre de champion du monde de Formule 1 1997 oppose le pilote Williams-Renault Jacques Villeneuve (ici en 2008)…

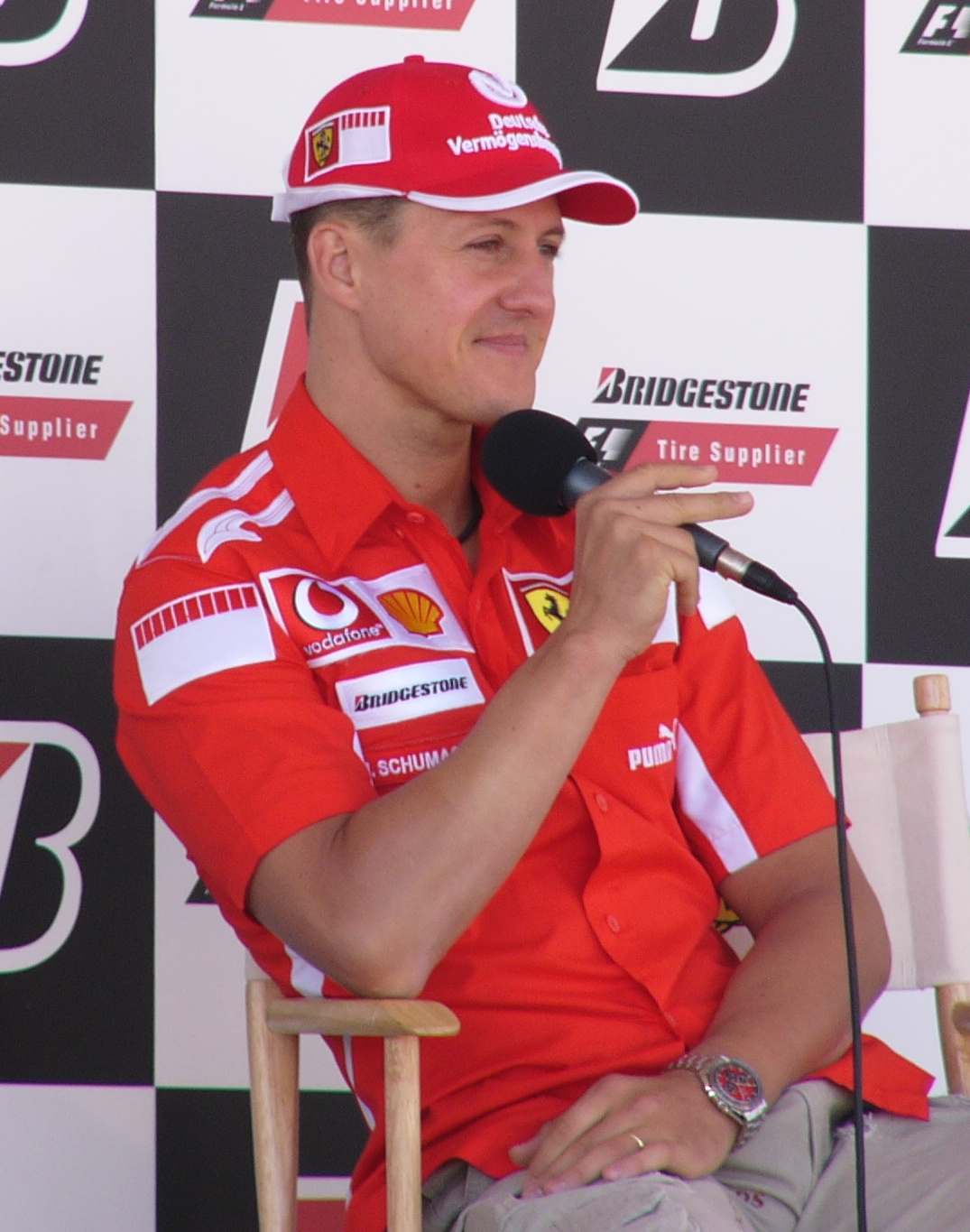
…au pilote de la Scuderia Ferrari, Michael Schumacher (ici en 2005).

Avec sa victoire au Japon et la disqualification de Villeneuve, Michael Schumacher s'empare de la tête du championnat avec un point d'avance sur son rival canadien avant la dernière course de la saison (78 points contre 77 points). Seuls ces deux pilotes peuvent encore prétendre au titre. Jacques Villeneuve comptant un plus grand nombre de victoires (7 contre 5 avant la course), il lui suffit de reprendre un point à Schumacher pour obtenir le titre. En effet, en cas d'égalité au classement, Villeneuve et Schumacher seront départagés par leur nombre de victoires au cours de la saison. Quant à Schumacher, il doit simplement terminer devant Villeneuve. Il peut même être sacré champion du monde malgré un abandon ou une arrivée hors des points à condition que Villeneuve subisse le même sort.
Le tourniquet de Jerez, circuit tortueux aux dépassements difficiles, est connu de Schumacher qui y a remporté le Grand Prix d'Europe 1994, à l'inverse de Villeneuve dont c'est seulement la deuxième saison en Formule 1. Néanmoins, ce tracé avantage les monoplaces bénéficiant d'un bon équilibre entre leur mécanique et leur aérodynamique comme la Williams FW19, considérée comme la voiture la plus performante et l'une des plus fiables du plateau. Cependant, Schumacher est coté comme étant le meilleur pilote de la grille et la Scuderia Ferrari, dirigée par Jean Todt, comme la meilleure équipe en termes de stratégie de course. Néanmoins, les observateurs regrettent que le titre se décide sur le circuit andalou, craignant que l'issue du championnat se joue dès le départ de la course ou lors des arrêts aux stands,.
Une crainte des deux protagonistes réside dans le rôle que peuvent jouer leurs coéquipiers respectifs dans la lutte pour le titre mondial. Jacques Villeneuve déclare, à propos d'Eddie Irvine, le lieutenant de Schumacher : « Je pense qu'Irvine est capable de me sortir, car son contrat prescrit qu'il doit aider Schumacher. C'est ce qu'il a fait à Suzuka. » Le pilote allemand de la Scuderia Ferrari réplique : « Je pars du principe que Jacques est fair-play, mais je me demande si Frentzen ne va pas donner un petit coup fatal à la balance, par exemple en essayant de me bloquer »,.
Finalement, Schumacher effectue une manœuvre délibérée pour bloquer la route de Villeneuve et s'adjuger le titre ; Villeneuve ne peut éviter l'accrochage. Des accrochages en conditions similaires lors de l'attribution du titre se sont déjà produits dans le passé avec Senna et Prost en 1989 et 1990, et Schumacher et Hill en 1994,. Pourtant, le patron de la FOCA, Bernie Ecclestone, avait prévenu que si le titre était attribué à la suite d'un accrochage, les coupables seraient sévèrement sanctionnés.

#### Annulation du Grand Prix du Portugal au profit du Grand Prix d'Europe

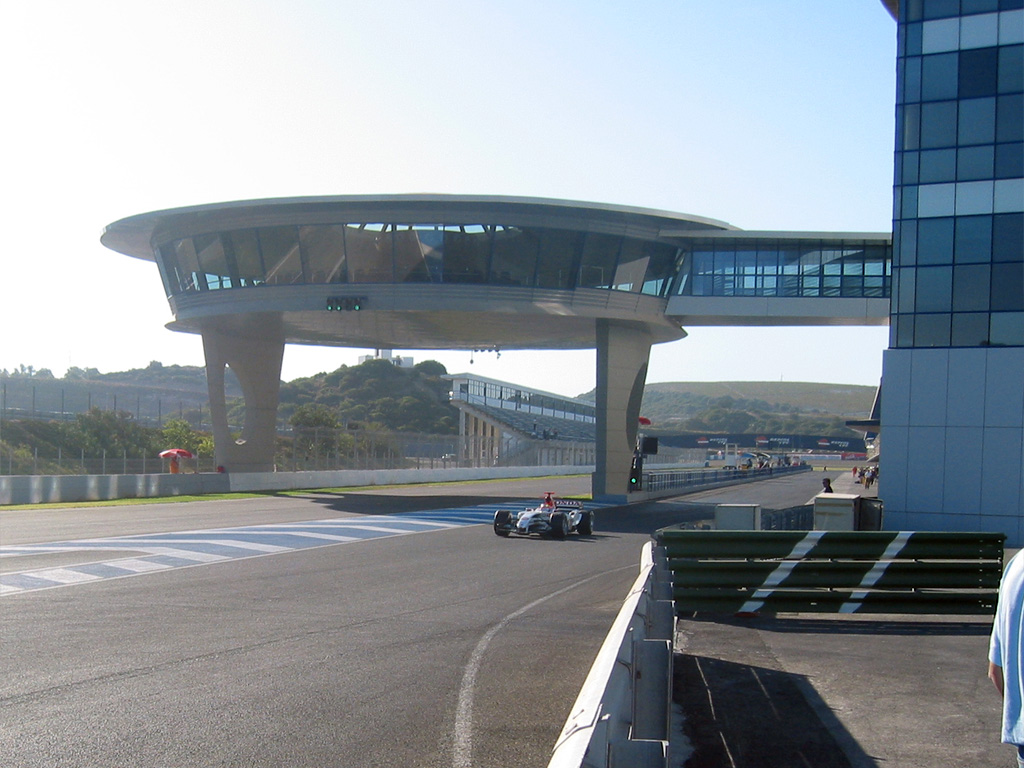
La ligne droite des stands du circuit de Jerez, théâtre de la dernière manche du championnat du monde de Formule 1 1997 (ici en 2007).

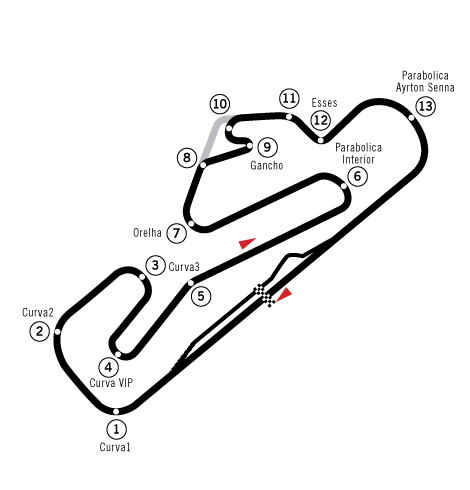
Le circuit d'Estoril est le théâtre du Grand Prix du Portugal entre 1984 et 1996.

Lorsque la Fédération internationale de l'automobile publie le calendrier du championnat du monde de Formule 1 1997, la dix-septième et dernière manche de la saison doit avoir lieu au Portugal, sur le circuit d'Estoril, à condition que les organisateurs portugais resurfacent le circuit et les installations. Les travaux comportent le reprofilage du premier virage, l'accélération de la chicane serrée en fin de tracé, le réaménagement de la parabolique Senna pour offrir une plus grande zone de dégagement et la concentration d'un nouveau centre des médias. La FIA laisse aux organisateurs jusqu'au 31 janvier pour offrir des garanties de travaux, sans quoi l'épreuve sera remplacée par un Grand Prix d'Europe, sur le circuit de Jerez, en Espagne,,. En février 1997, l'Automóvel Club de Portugal annonce à la FIA que le circuit d'Estoril sera resurfacé et pourra être inspecté au 31 août.
Cependant, en mai, la FIA annonce l'annulation du Grand Prix du Portugal, les travaux exigés n'ayant pas été réalisés dans les délais, et son remplacement par le Grand Prix d'Europe. Néanmoins, Augusto Mateus, le ministre portugais de l'Économie, clame que l'épreuve est reportée au 9 novembre d'après un fax envoyé par Max Mosley, le président de la FIA, et que son gouvernement apporte les six millions de dollars nécessaires à la modernisation du circuit. Dans le même temps, Alfredo Cesar Torres, le président de l'Automovel Club de Portugal, espère un accord des écuries pour que le Grand Prix du Portugal reste au calendrier en tant que dix-huitième et dernière épreuve de la saison,,. En juin, le conseil mondial du sport automobile de la FIA évoque la possibilité d'une dix-huitième manche organisée au Portugal.
En juillet, le gouvernement portugais nationalise le circuit d'Estoril en rachetant 51 % des parts de GraoÊPara, la société privée propriétaire de l'infrastructure, tandis que les travaux de modernisation commencent,.
La Scuderia Ferrari et McLaren, les deux écuries les plus riches du plateau, refusent le rajout de l'épreuve portugaise au calendrier malgré l'octroi de 500 000 dollars pour chaque équipe participante, d'autant que la FIA ne souhaite pas forcer les écuries à y participer, ce qui ferait du Grand Prix du Portugal une épreuve hors-championnat, la première depuis la Race of Champions 1983,. Finalement, à la fin juillet, la FIA annule définitivement le Grand Prix,.

#### Vers la fin de la publicité du tabac dans l'Union européenne
Le 25 octobre, Max Mosley, le président de la Fédération internationale de l'automobile, tient une conférence de presse à Jerez au sujet de l'interdiction de la publicité pour le tabac dans l'Union européenne, qui pourrait être décidé par le Conseil européen des Ministres de la Santé le 4 décembre. Même si l'Union européenne laisserait cinq ans aux sports dépendants de cette industrie pour trouver une source de financement alternative, Max Mosley prévient que la Formule 1 pourrait fortement réduire sa présence en Europe à court terme, en passant de neuf à trois Grands Prix, dont deux en Hongrie et à Monaco, qui ne sont pas membres de l'Union européenne. Mosley argue également que 70 % des téléspectateurs mondiaux de la discipline se situent en Extrême-Orient, ce qui justifierait le remplacement des manches européennes par d'autres organisées en Chine, en Malaisie, en Indonésie et en Corée du Sud. Enfin, il dénonce l'hypocrisie de cette législation européenne : « Nous agissons ainsi pour deux raisons. La première est qu'en F1 l'argent qui provient de l'industrie du tabac s'élève à un montant compris entre 200 et 300 millions de dollars. Personne ne connaît le montant exact, car les écuries sont discrètes sur la question, mais nous savons que c'est approximativement cette somme… Est-ce que cela signifie qu'il n'y a pas de mal à fumer, que fumer doit être encouragé ? Non. Mais nous avons enquêté avec soin sur les liens entre la publicité pour le tabac et la consommation. Dans la communauté européenne, la conséquence de l'interdiction de la réclame n'est pas une diminution mais un accroissement de la consommation ! Si les personnes, et en particulier les jeunes, fument, ce n'est pas à cause de la publicité et encore moins du sponsoring… Nous avons dit aux gouvernements européens que s'ils détenaient les preuves de l'efficacité de leurs mesures anti-tabac, alors nous bannirions la publicité. Mais en réalité, ceux-ci savent bien qu'il n'y a pas de lien établi. En fait, le tabac est pour eux une source substantielle de revenus par le biais des taxes ! Mais ils veulent être politiquement corrects… »,,,.

#### Négociations des Accords Concorde
Entre les Grands Prix du Japon et d'Europe, deux réunions sont organisées entre la Fédération internationale de l'automobile et les écuries de Formule 1 pour négocier les Accords Concorde, qui régissent le partage des revenus télévisés. Ces accords, prévus entre 1998 et 2008, octroient un revenu garanti d'au moins 12 millions de dollars pour chaque écurie, un montant jugé insuffisant pour Williams et McLaren, qui estiment que Formula One Holdings, l'entreprise de Bernie Ecclestone détentrice des droits commerciaux de la discipline, doit redistribuer davantage d'argent aux écuries eu égard aux bénéfices qu'elle génère. En outre, elles considèrent que ces accords sont anticoncurrentiels et donc contraires à la législation européenne. Max Mosley prévient que si les écuries rebelles ne signent pas les Accords Concorde, la Fédération internationale de l'automobile pourrait mettre fin aux négociations : « Nous n'avons pas besoin des Accords Concorde. C'est quelque chose qui nous a toujours lié les mains et qui nous apportent plus d'inconvénients que d'avantages. Nous devrions juste publier les règlements. Si les équipes ne veulent pas entrer en Formule 1, elles ne sont pas obligées de le faire, mais il serait logique d'avoir une position où les équipes qui veulent s'engager devraient être récompensées pour cela »,,.

### Situation des pilotes

#### Dernier Grand Prix pour Gerhard Berger

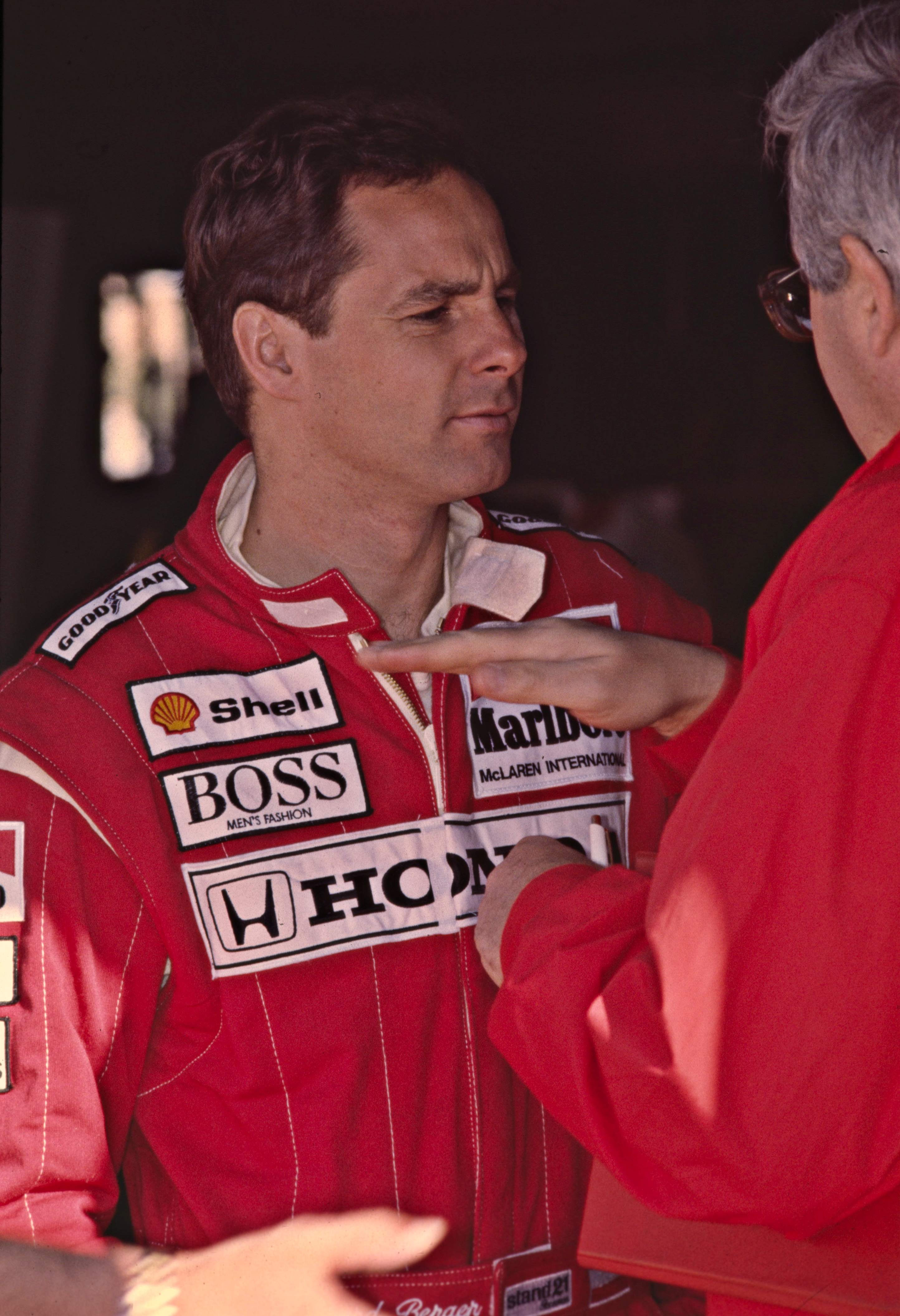
Gerhard Berger (ici en 1991) annonce prendre sa retraite sportive à l'issue du Grand Prix d'Europe 1997.

En marge du Grand Prix d'Europe, l'Autrichien Gerhard Berger annonce sa retraite sportive à l'issue de la saison lors d'une conférence de presse organisée le 17 octobre à Vienne. Le vétéran de 38 ans a participé à 209 Grands Prix depuis 1984, remporté dix courses et obtenu pour meilleur classement au championnat du monde deux fois la troisième place en 1988 et 1994. Berger avait reconnu « manquer de motivation depuis le début de la saison » et que son avenir « ne passerait pas par Benetton ». Il déclare : « Je suis très fatigué et épuisé et je veux me consacrer à ma famille. Il est nécessaire pour moi de vivre sans sport pendant un certain temps. Mais si vous regardez les exemples de Niki Lauda et Nigel Mansell, vous pouvez voir que ce n'est pas facile d'arrêter. Peut-être que je conduirai à nouveau à l'avenir s'il y a un offre intéressante disponible […] Ma fierté me dit de tout donner dans cette dernière course ». Si des rumeurs l'envoyaient de retour chez Ferrari, ou en partance chez Prost Grand Prix ou encore pilotant gratuitement pour Williams, Berger n'a en réalité reçu aucune proposition pour 1998, mis à part des négociations avortées avec McLaren, et aurait décidé de sa retraite dès le Grand Prix d'Autriche, en septembre, où il déclarait voir « beaucoup de soleil et beaucoup de plage » dans son avenir. Néanmoins, Berger serait associé à la conception du nouveau moteur BMW qui doit être fourni à Williams en 2000,,.

#### Morbidelli remplacé par Fontana chez Sauber
Concernant les vingt-deux pilotes titulaires, on enregistre un forfait, au sein de l'écurie Sauber : mal remis d'une blessure à une main qui s'est ravivée à la suite d'un accident lors du précédent Grand Prix, au Japon, l'italien Gianni Morbidelli cède sa place à l'Argentin Norberto Fontana. Ce dernier avait déjà remplacé Morbidelli lors de la saison à l'occasion des Grands Prix de France, d'Allemagne et de Grande-Bretagne,.

#### Prolongation de Diniz chez Arrows jusqu'en 1999
En marge du Grand Prix d'Europe, le propriétaire d'Arrows, Tom Walkinshaw, annonce la prolongation du contrat de Pedro Diniz pour deux saisons, soit jusqu'à la fin 1999. Le Brésilien, soutenu financièrement par Parmalat et Kibon, est sous les ordres de Walkinshaw depuis leur collaboration chez Ligier en 1996, et donne satisfaction au sein de l'écurie britannique : « Il a poussé Damon très fort à l'entraînement au cours de la seconde moitié de la saison et Damon est le champion du monde. On a vu de quoi Pedro est capable lorsqu'il garde ses émotions sous contrôle comme en Autriche et au Nürburgring »,.

### Situation des écuries

#### Essais privés
La semaine précédant l'épreuve, la plupart des écuries du plateau effectuent une session d'essais privés afin de préparer le Grand Prix d'Europe. La Scuderia Ferrari réalise cinq jours de tests à Fiorano, juste après le Grand Prix du Japon : l'essayeur Nicola Larini a effectué plusieurs centaines de kilomètres en début de semaine, avant de laisser le volant à Michael Schumacher. Le mercredi, l'Allemand a subi une panne moteur après 30 tours, puis, le lendemain, a bouclé 85 tours en testant le différentiel embarqué sur la Ferrari 310B d'Eddie Irvine lors de l'épreuve nipponne. Irvine a conclu les essais le vendredi et le samedi, s'assurant que les quatre châssis de l'écurie étaient opérationnels pour Jerez,.
Williams, Benetton, Sauber, Jordan Grand Prix et McLaren effectuent leurs essais privés à Silverstone, dans des conditions climatiques très dégradées, essentiellement pour tester leurs monoplaces dans la configuration de 1998. Ces voitures, moins larges de 20 cm et chaussées de pneumatiques rainurées, sont plus lentes dans les virages en raison d'une adhérence plus faible, mais atteignent une vitesse de pointe plus élevée en ligne droite.
Chez Williams, le titulaire Heinz-Harald Frentzen et l'essayeur Jean-Christophe Boullion effectuent 200 tours en trois jours dans le but de comparer et valider l'équilibre aérodynamique le moins critique pour Jerez. Ricardo Zonta, pilote d'essais de Jordan, boucle 55 tours en deux jours, avant de laisser sa place à Ralf Schumacher, qui réalise 40 tours. Pour Sauber, Johnny Herbert effectue 70 tours de piste au volant de la voiture préparée pour 1998 puis avec la C16 de 1997. S'il ne se montre pas pleinement satisfait de la prochaine C17, celle-ci tourne plus vite que ses rivales de chez Williams et Jordan. Oliver Gavin, essayeur pour Benetton, effectue 40 tours en trois jours à bord des trois châssis B197 destinées à Jerez pour les titulaires Jean Alesi et Gerhard Berger. Enfin, David Coulthard, pour McLaren, ne réalise que quelques boucles lors de la troisième et dernière journée d'essais à Silverstone,.
À Magny-Cours, l'Allemand Jörg Müller, pilote essayeur d'Arrows teste durant trois jours des pneus pluies de Bridgestone, sur une piste artificiellement détrempée pour l'occasion.
Jarno Trulli et Olivier Panis effectuent trois jours d'essais sur le circuit de Barcelone pour le compte de Prost Grand Prix, mais leur moteur Mugen-Honda explose à plusieurs reprises lors de ces tests.

#### Dernier Grand Prix pour Renault
Le Grand Prix d'Europe marque la fin de l'engagement de Renault en Formule 1, annoncée en juin 1996. À cette occasion, le constructeur français organise une célébration à Cadix la veille au soir de la course, en présence du président-directeur général Louis Schweitzer et de trois champions du monde victorieux avec Renault : Nigel Mansell, Alain Prost, et Damon Hill. Seul Michael Schumacher, champion en 1995, a décliné l'invitation, à la dernière minute. Le motoriste quitte la discipline avec un palmarès impressionnant composé de six titres mondiaux des constructeurs, quatre titres de champion des pilotes, 95 victoires, 135 pole positions et 104 meilleurs tours en course. Christian Contzen, le directeur de Renault Sport, espère cependant conclure en beauté : « Nous visons l'excellence totale. Nous ne serons satisfaits que si nous obtenons les titres pilotes et constructeurs. Et de finir le Grand Prix avec nos quatre voitures dans les quatre premières places. En y regardant de plus près, jusqu'à maintenant, c'est quelque chose que nous n'avons réussi qu'à deux occasions. La technologie vous apprend certainement l'humilité »,.

## Essais libres
Le circuit de Jerez, habituellement utilisé en Formule 1 uniquement pour les essais d'intersaison, et dont la dernière visite du championnat du monde remonte au Grand Prix d'Europe 1994, comporte une part d'inconnue pour les pilotes. Ce tracé tortueux, où il est presque impossible de dépasser, est peu rapide et comporte une dizaine de virages moyens. Pour David Coulthard, Jerez « est un peu comme Monaco, mais sans les barrières. Donc vous n'avez aucune excuse de laisser un peu de marge ». Damon Hill évoque un tracé similaire à celui du Hungaroring en Hongrie, « en un peu plus rapide »,,.

### Première session, le vendredi

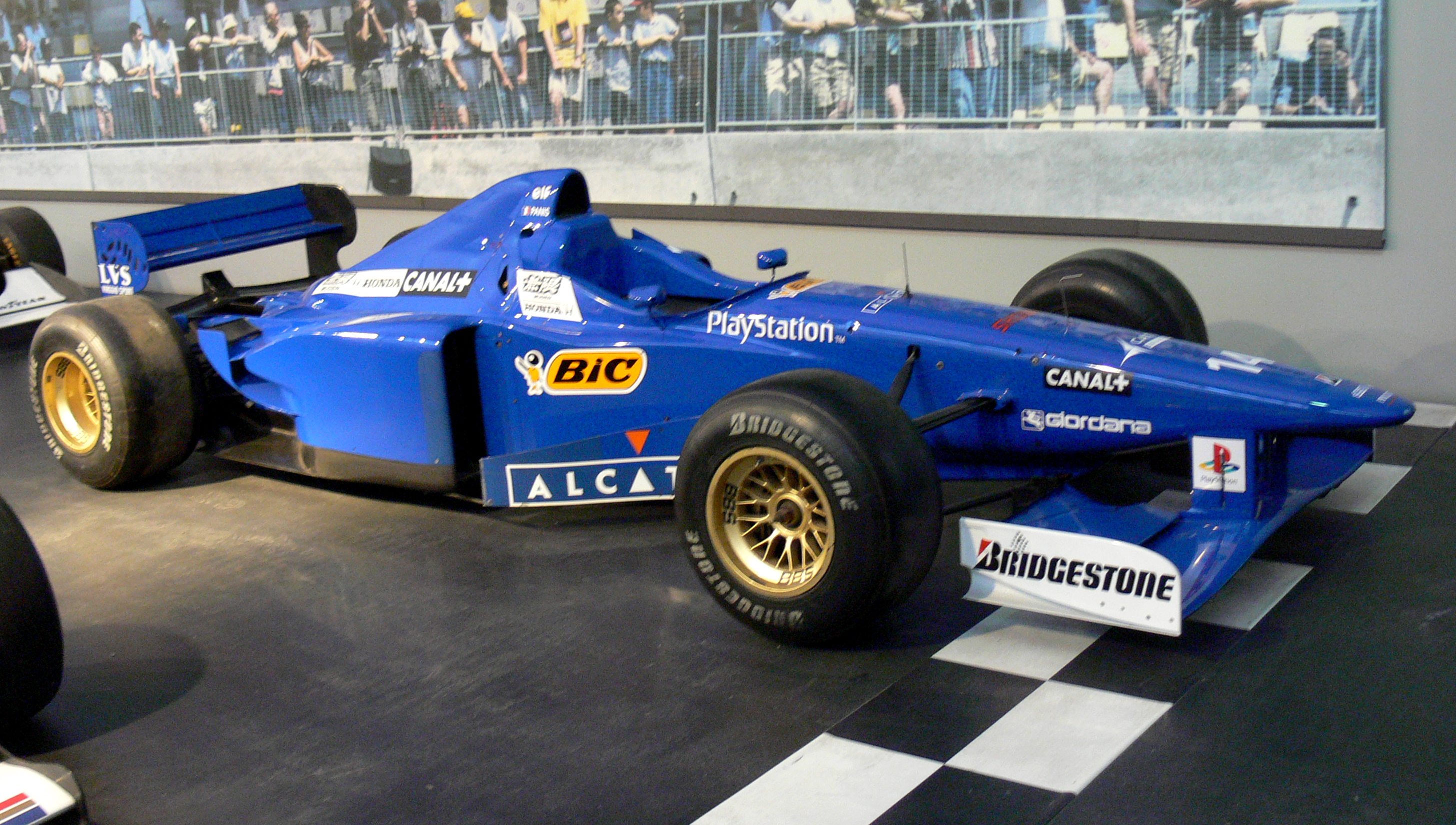
La Prost JS45 d'Olivier Panis (ici au Musée national de l'Automobile de Mulhouse) est la monoplace la plus rapide de la première séance d’essais libres du Grand Prix d'Europe 1997.

La première session d'essais libres du weekend de Grand Prix, divisée en deux séances d'une durée de 1 h, se déroule le vendredi 24 octobre de 11 h à 12 h, puis de 13 h à 14 h. Chaque pilote peut effectuer un maximum de trente tours chronométrés lors de chaque session.
Lors de cette première séance du weekend, la piste est poussiéreuse et manque d'adhérence, ce qui rend non représentatifs les temps aux tours des pilotes, d'autant que les pilotes des écuries de pointe ne montrent pas tout leur potentiel. Disputée sous un temps clair et ensoleillée, celle-ci est dominée par le Français Olivier Panis, sur Prost-Mugen-Honda, qui établit un temps en 1 min 22 s 735. Il précède, pour 16 millièmes de secondes, le Britannique Damon Hill (Arrows-Yamaha). La quatrième position de Rubens Barrichello (Stewart-Ford) permet au manufacturier japonais Bridgestone de placer trois de ses voitures parmi les quatre premières et ainsi d'ambitionner la première victoire de son histoire en Formule 1,.
Jacques Villeneuve évolue en troisième position à 1,8 seconde et s'affirme d'emblée comme un sérieux prétendant à la pole position lors des qualifications du lendemain. Sa séance n'est perturbée que par une sortie dans les graviers après avoir manqué le point de freinage au premier virage : « Je me sens très bien avec la façon dont s'est déroulée la séance d'aujourd'hui. D'habitude, nous ne sommes pas aussi rapides lors des essais du vendredi, mais ici à Jerez, notre travail s'est bien déroulé. C'est important d'être devant sur la grille, pas seulement parce que c'est difficile de dépasser ici, mais aussi parce que les pneus risquent de perdre rapidement de l'adhérence une fois la course commencée ».
Le Canadien relègue Michael Schumacher, neuvième, à sept dixièmes de seconde. Le pilote allemand, qui s'est concentré sur les réglages de sa Ferrari F310B, se dit satisfait de sa performance,.
| Pos. | No | Pilote                | Voiture           | Chrono         | Écart     | Tours |
| ---- | -- | --------------------- | ----------------- | -------------- | --------- | ----- |
| 1    | 14 | Olivier Panis         | Prost-Mugen-Honda | 1 min 22 s 735 |           | 28    |
| 2    | 1  | Damon Hill            | Arrows-Yamaha     | 1 min 22 s 898 | + 0 s 163 | 29    |
| 3    | 3  | Jacques Villeneuve    | Williams-Renault  | 1 min 22 s 922 | + 0 s 187 | 29    |
| 4    | 22 | Rubens Barrichello    | Stewart-Ford      | 1 min 22 s 964 | + 0 s 229 | 26    |
| 5    | 9  | Mika Häkkinen         | McLaren-Mercedes  | 1 min 23 s 024 | + 0 s 289 | 20    |
| 6    | 4  | Heinz-Harald Frentzen | Williams-Renault  | 1 min 23 s 124 | + 0 s 389 | 30    |
| 7    | 7  | Jean Alesi            | Benetton-Renault  | 1 min 23 s 174 | + 0 s 439 | 21    |
| 8    | 10 | David Coulthard       | McLaren-Mercedes  | 1 min 23 s 440 | + 0 s 705 | 15    |
| 9    | 5  | Michael Schumacher    | Ferrari           | 1 min 23 s 532 | + 0 s 797 | 24    |
| 10   | 11 | Ralf Schumacher       | Jordan-Peugeot    | 1 min 23 s 678 | + 0 s 943 | 22    |
| 11   | 23 | Jan Magnussen         | Stewart-Ford      | 1 min 23 s 685 | + 0 s 950 | 20    |
| 12   | 6  | Eddie Irvine          | Ferrari           | 1 min 23 s 695 | + 0 s 960 | 25    |
| 13   | 8  | Gerhard Berger        | Benetton-Renault  | 1 min 23 s 923 | + 1 s 188 | 22    |
| 14   | 12 | Giancarlo Fisichella  | Jordan-Peugeot    | 1 min 24 s 263 | + 1 s 528 | 25    |
| 15   | 20 | Ukyo Katayama         | Minardi-Hart      | 1 min 24 s 329 | + 1 s 594 | 23    |
| 16   | 16 | Johnny Herbert        | Sauber-Petronas   | 1 min 24 s 507 | + 1 s 772 | 29    |
| 17   | 15 | Shinji Nakano         | Prost-Mugen-Honda | 1 min 24 s 735 | + 2 s 000 | 28    |
| 18   | 2  | Pedro Diniz           | Arrows-Yamaha     | 1 min 24 s 797 | + 2 s 062 | 28    |
| 19   | 19 | Mika Salo             | Tyrrell-Ford      | 1 min 25 s 025 | + 2 s 290 | 25    |
| 20   | 17 | Norberto Fontana      | Sauber-Petronas   | 1 min 25 s 134 | + 2 s 399 | 28    |
| 21   | 18 | Jos Verstappen        | Tyrrell-Ford      | 1 min 25 s 327 | + 2 s 592 | 20    |
| 22   | 21 | Tarso Marques         | Minardi-Hart      | 1 min 26 s 816 | + 4 s 081 | 9     |

### Deuxième session, le samedi

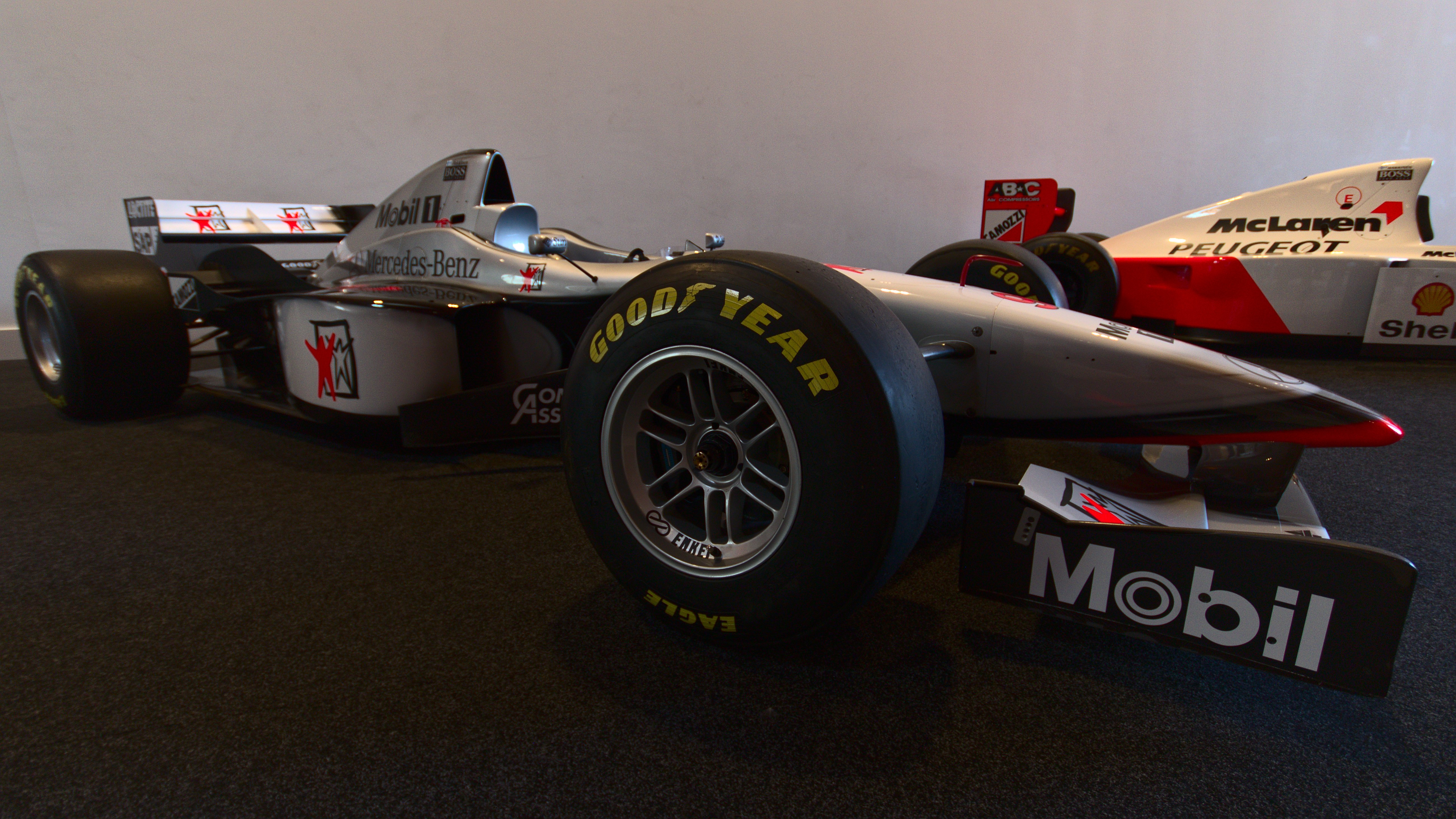
David Coulthard, sur McLaren-Mercedes (ici lors d'une exposition en 2007), est le plus rapide lors de la seconde séance d'essais libres du Grand Prix d'Europe 1997.

La deuxième session d'essais libres du weekend de Grand Prix, divisée en deux séances d'une durée de 45 min, se déroule le samedi 25 octobre de 9 h à 9 h 45, puis de 10 h 15 à 11 h. Elle se dispute sous un temps frais et nuageux.
Cette session est marquée par le début des hostilités entre Ferrari et Williams : à trois reprises, Eddie Irvine bloque délibérément Jacques Villeneuve. À l'issue des essais libres, le Canadien se rend dans le garage Ferrari et invective l'Irlandais qui avait annoncé qu'il le gênerait à la moindre occasion. Dans un entretien paru en 2017, Villeneuve explique que ces faits font partie du jeu psychologique entre les rivaux pour le titre mondial, et qu'il a « dû marcher jusqu'à son garage, faire semblant d'être hyper énervé. C'était le jeu du loup dans la meute pour savoir qui allait être le plus fort »,,.
La première partie de la session est dominée par le Finlandais Mika Häkkinen (McLaren-Mercedes), qui évolue en 1 min 21 s 463. Le meilleur temps est finalement réalisé par son équipier David Coulthard, en 1 min 20 s 738. Olivier Panis, sur Prost-Mugen-Honda, est quatrième à six dixièmes de l'Écossais malgré un tête-à-queue en début de session et confirme les bonnes performances des gommes Bridgestone à Jerez. Jacques Villeneuve, sixième à huit dixièmes de Coulthard, devance largement Michael Schumacher (Ferrari), quatorzième et relégué à 1,4 seconde : l'Allemand, tacticien, n'exploite pas volontairement tout le potentiel de sa F310B et se réserve pour les qualifications. En milieu de peloton, Jean Alesi (Benetton-Renault), dixième, endommage sa monoplace dans une sortie de piste. Le Français poursuit le reste du Grand Prix avec la voiture de rechange ; c'est également le cas pour Rubens Barrichello, treizième, qui encastre sa Stewart-Ford SF01 dans un mur de pneumatiques,.
| Pos. | No | Pilote                | Voiture           | Chrono         | Écart     | Tours |
| ---- | -- | --------------------- | ----------------- | -------------- | --------- | ----- |
| 1    | 10 | David Coulthard       | McLaren-Mercedes  | 1 min 20 s 738 |           | 22    |
| 2    | 9  | Mika Häkkinen         | McLaren-Mercedes  | 1 min 20 s 856 | + 0 s 118 | 20    |
| 3    | 4  | Heinz-Harald Frentzen | Williams-Renault  | 1 min 21 s 263 | + 0 s 525 | 26    |
| 4    | 14 | Olivier Panis         | Prost-Mugen-Honda | 1 min 21 s 364 | + 0 s 626 | 26    |
| 5    | 8  | Gerhard Berger        | Benetton-Renault  | 1 min 21 s 525 | + 0 s 787 | 21    |
| 6    | 3  | Jacques Villeneuve    | Williams-Renault  | 1 min 21 s 593 | + 0 s 855 | 23    |
| 7    | 23 | Jan Magnussen         | Stewart-Ford      | 1 min 21 s 605 | + 0 s 867 | 24    |
| 8    | 15 | Shinji Nakano         | Prost-Mugen-Honda | 1 min 21 s 671 | + 0 s 933 | 28    |
| 9    | 1  | Damon Hill            | Arrows-Yamaha     | 1 min 21 s 780 | + 1 s 042 | 30    |
| 10   | 7  | Jean Alesi            | Benetton-Renault  | 1 min 21 s 814 | + 1 s 076 | 10    |
| 11   | 11 | Ralf Schumacher       | Jordan-Peugeot    | 1 min 21 s 881 | + 1 s 143 | 28    |
| 12   | 16 | Johnny Herbert        | Sauber-Petronas   | 1 min 22 s 065 | + 1 s 327 | 28    |
| 13   | 22 | Rubens Barrichello    | Stewart-Ford      | 1 min 22 s 117 | + 1 s 379 | 21    |
| 14   | 5  | Michael Schumacher    | Ferrari           | 1 min 22 s 120 | + 1 s 382 | 29    |
| 15   | 17 | Norberto Fontana      | Sauber-Petronas   | 1 min 22 s 404 | + 1 s 666 | 30    |
| 16   | 12 | Giancarlo Fisichella  | Jordan-Peugeot    | 1 min 22 s 438 | + 1 s 700 | 30    |
| 17   | 20 | Ukyo Katayama         | Minardi-Hart      | 1 min 22 s 512 | + 1 s 774 | 19    |
| 18   | 2  | Pedro Diniz           | Arrows-Yamaha     | 1 min 22 s 750 | + 2 s 012 | 27    |
| 19   | 6  | Eddie Irvine          | Ferrari           | 1 min 22 s 820 | + 2 s 082 | 29    |
| 20   | 21 | Tarso Marques         | Minardi-Hart      | 1 min 23 s 369 | + 2 s 631 | 28    |
| 21   | 18 | Jos Verstappen        | Tyrrell-Ford      | 1 min 23 s 742 | + 3 s 004 | 27    |
| 22   | 19 | Mika Salo             | Tyrrell-Ford      | 1 min 24 s 429 | + 3 s 691 | 27    |

## Séance de qualifications

### Résultats des qualifications

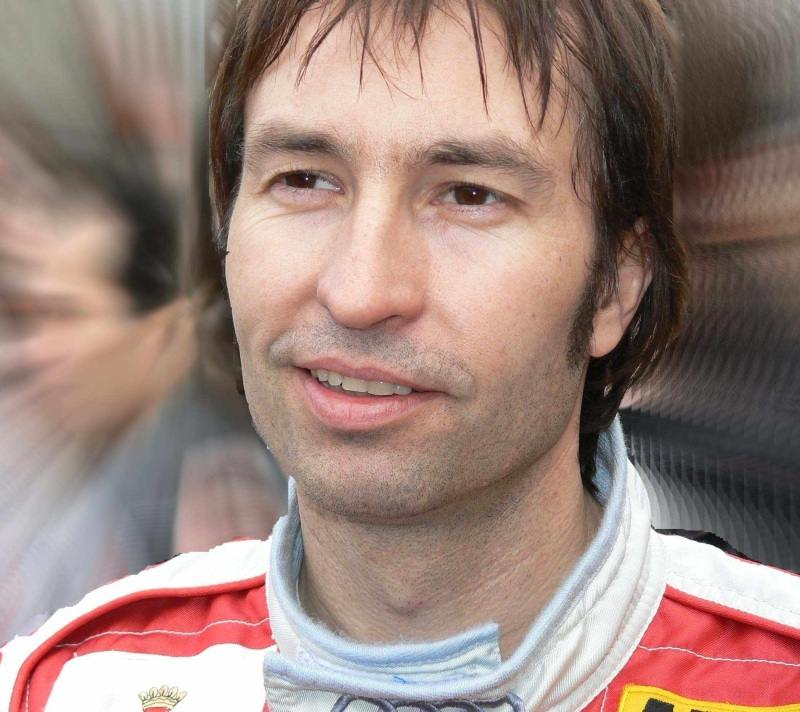
Heinz-Harald Frentzen (ici en 2006) réalise le même temps que Michael Schumacher et Jacques Villeneuve lors des qualifications.

La séance de qualifications, d'une durée de 1 h, se déroule le samedi 25 octobre de 13 h à 14 h, sous un temps d'abord nuageux, puis chaud et ensoleillé. Chaque pilote peut effectuer un total de douze tours chronométrés. Si un pilote réalise un temps supérieur à 107 % de celui de la pole position, il n'est pas autorisé à prendre le départ de la course,.
Olivier Panis, sur Prost-Mugen-Honda, est le premier à s'élancer sur la piste, suivi de Jan Magnussen (Stewart-Ford) et des pilotes Sauber-Petronas Norberto Fontana et Johnny Herbert. Le Français établit un premier temps de référence en 1 min 22 s 291. Après sept minutes, Heinz-Harald Frentzen (Williams-Renault) améliore en 1 min 22 s 022. À la quinzième minute, son équipier, Jacques Villeneuve, abaisse ce temps en 1 min 21 s 072, en dépit de conditions venteuses qui déstabilisent sa FW19 dans les virages rapides. Le Canadien devance David Coulthard (McLaren-Mercedes) et Michael Schumacher (Ferrari) pour respectivement quatre et sept dixièmes de seconde. Ce début de séance est également marqué par une sortie de piste de Panis lors de son deuxième relais et par un tête-à-queue de Jean Alesi, au volant du mulet de sa Benetton B197, dans le virage précédant la ligne droite des stands. Après vingt-cinq minutes, Ralf Schumacher effectue une sortie de piste dans la chicane du circuit et embourbe sa Jordan-Peugeot dans le bac à graviers. Son frère passe à haute vitesse dans ce secteur sous drapeau jaune et réalise exactement le même temps que Jacques Villeneuve. À dix minutes de la fin de la séance, c'est au tour de Heinz-Harald Frentzen d'effectuer son meilleur tour dans le même temps que son équipier et Schumacher,. Pour la première fois dans l'histoire de la Formule 1, trois pilotes sont à égalité pour la pole position. Ils sont départagés par le règlement qui stipule qu'en cas d'égalité, le pilote qui a réalisé le meilleur temps en premier est crédité de la pole position, les autres pilotes n'ayant fait qu'égaler sa marque et non l'améliorer. Villeneuve s'élance donc de la première position, devant Schumacher et Frentzen.
Quatrième des qualifications à cinquante-huit centièmes du meilleur temps, Damon Hill (Arrows-Yamaha) profite de la bonne réaction des gommes Bridgestone à la montée de la température ambiante. Le champion du monde en titre estime qu'il aurait pu s'emparer de la pole position s'il n’avait pas été gêné dans son tour rapide par Ukyo Katayama (Minardi-Hart), parti en tête-à-queue juste devant lui dans le dernier virage du circuit. Son équipier, Pedro Diniz, de plus en plus à l'aise avec le pilotage de son Arrows A18 au fil du weekend, est pris dans le trafic lors de son meilleur tour et doit se contenter du quatorzième temps.
Mika Häkkinen et David Coulthard (McLaren-Mercedes), tous deux gênés par le trafic en piste, prennent les cinquième et sixième places sur la grille : l'Écossais estime que la gestion du trafic est particulièrement difficile sur le circuit de Jerez. Coulthard est gêné par les frères Schumacher dans son premier relais, puis par Hill dans le deuxième. Il fait modifier les réglages de sa McLaren MP4-12, mais une excursion dans les graviers dans le dernier secteur de son tour rapide l'empêche de disputer la pole position. Eddie Irvine, septième sur l'autre Ferrari, est en difficulté avec l'équilibre des freins de sa monoplace. Gerhard Berger (Benetton-Renault), huitième, ne retrouve pas le bon équilibre qu'avait sa voiture durant les essais libres, tandis que son équipier Jean Alesi, dixième au volant du mulet, n'est pas satisfait des réglages et part à deux reprises en tête-à-queue. Entre les deux Benetton, Olivier Panis Prost-Mugen-Honda est neuvième, devançant son jeune équipier Shinji Nakano, quinzième.
Chez Stewart Grand Prix, l'utilisation de la dernière version du moteur V10 Ford-Cosworth Zetec-R apporte un regain d'optimiste à la jeune écurie, puisque Jan Magnussen et Rubens Barrichello — ce dernier pilotant la voiture de rechange — se qualifient en onzième et douzième positions, le Danois battant le Brésilien pour la première fois de la saison. Johnny Herbert et Norberto Fontana, sur Sauber-Petronas, sont quatorzième et dix-huitième. Le Britannique, pilotant de façon agressive lors de ses deux premiers relais, dégrade rapidement l'état de ses gommes, rendant instable l'arrière de sa monoplace. Bénéficiant de nouveaux réglages pour sa dernière sortie, Herbert est plus rapide et à l'aise au volant de sa Sauber C16, mais un vent contraire et un problème de sous-virage dans le dernier virage à droite du circuit l'empêchent d'améliorer son meilleur temps.
En fond de grille, les deux pilotes Jordan-Peugeot, Ralf Schumacher et Giancarlo Fisichella se contentent des seizième et dix-septième temps, soit la plus mauvaise performance de l'écurie irlandaise en qualifications cette saison. Schumacher est parti en tête-à-queue dans un tour rapide, en raison d'une voiture tantôt sous-vireuse, tantôt survireuse, alors que Fisichella ne trouve pas les bons réglages pour sa monoplace sur ce circuit. Relégués à plus de deux secondes de la pole position, Ukyo Katayama et Tarso Marques (Minardi-Hart) sont dix-neuvième et vingtième. Enfin, distancés de trois secondes, les pilotes Tyrrell-Ford Mika Salo et Jos Verstappen occupent les vingt-et-unième et vingt-deuxième places sur la grille, chacun testant une charge de carburant différente : le premier se plaint de survirage quand le second souffre de sous-virage.

### Grille de départ

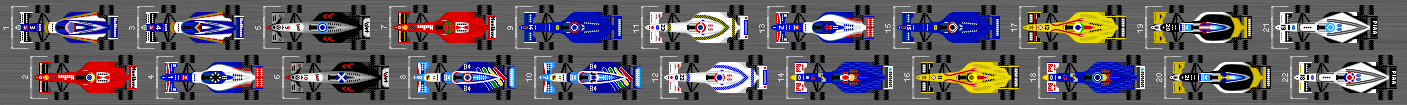
La grille de qualification du Grand Prix d'Europe 1997.

| Pos.                            | No | Pilote                | Écurie            | Temps          | Écart     | Tours |
| ------------------------------- | -- | --------------------- | ----------------- | -------------- | --------- | ----- |
| 1                               | 3  | Jacques Villeneuve    | Williams-Renault  | 1 min 21 s 072 |           | 11    |
| 2                               | 5  | Michael Schumacher    | Ferrari           | 1 min 21 s 072 | + 0 s 000 | 11    |
| 3                               | 4  | Heinz-Harald Frentzen | Williams-Renault  | 1 min 21 s 072 | + 0 s 000 | 12    |
| 4                               | 1  | Damon Hill            | Arrows-Yamaha     | 1 min 21 s 130 | + 0 s 058 | 12    |
| 5                               | 9  | Mika Häkkinen         | McLaren-Mercedes  | 1 min 21 s 369 | + 0 s 297 | 11    |
| 6                               | 10 | David Coulthard       | McLaren-Mercedes  | 1 min 21 s 476 | + 0 s 404 | 10    |
| 7                               | 6  | Eddie Irvine          | Ferrari           | 1 min 21 s 610 | + 0 s 538 | 11    |
| 8                               | 8  | Gerhard Berger        | Benetton-Renault  | 1 min 21 s 656 | + 0 s 584 | 11    |
| 9                               | 14 | Olivier Panis         | Prost-Mugen-Honda | 1 min 21 s 735 | + 0 s 663 | 11    |
| 10                              | 7  | Jean Alesi            | Benetton-Renault  | 1 min 22 s 011 | + 0 s 939 | 11    |
| 11                              | 23 | Jan Magnussen         | Stewart-Ford      | 1 min 22 s 167 | + 1 s 095 | 11    |
| 12                              | 22 | Rubens Barrichello    | Stewart-Ford      | 1 min 22 s 222 | + 1 s 150 | 12    |
| 13                              | 2  | Pedro Diniz           | Arrows-Yamaha     | 1 min 22 s 234 | + 1 s 162 | 11    |
| 14                              | 16 | Johnny Herbert        | Sauber-Petronas   | 1 min 22 s 263 | + 1 s 191 | 12    |
| 15                              | 15 | Shinji Nakano         | Prost-Mugen-Honda | 1 min 22 s 351 | + 1 s 279 | 12    |
| 16                              | 11 | Ralf Schumacher       | Jordan-Peugeot    | 1 min 22 s 740 | + 1 s 668 | 11    |
| 17                              | 12 | Giancarlo Fisichella  | Jordan-Peugeot    | 1 min 22 s 804 | + 1 s 732 | 12    |
| 18                              | 17 | Norberto Fontana      | Sauber-Petronas   | 1 min 23 s 281 | + 2 s 209 | 12    |
| 19                              | 20 | Ukyo Katayama         | Minardi-Hart      | 1 min 23 s 409 | + 2 s 337 | 12    |
| 20                              | 21 | Tarso Marques         | Minardi-Hart      | 1 min 23 s 854 | + 2 s 782 | 12    |
| 21                              | 19 | Mika Salo             | Tyrrell-Ford      | 1 min 24 s 222 | + 3 s 150 | 9     |
| 22                              | 18 | Jos Verstappen        | Tyrrell-Ford      | 1 min 24 s 301 | + 3 s 229 | 12    |
| Règle des 107% : 1 min 26 s 747 |    |                       |                   |                |           |       |

## Warm up
La session d'échauffement, d'une durée de trente minutes, se déroule le dimanche 26 octobre de 10 h à 10 h 30 dans des conditions fraîches et nuageuses.
Mika Häkkinen mène la séance avec un meilleur temps établi en 1 min 23 s 016, juste devant Gerhard Berger, Olivier Panis et son équipier David Coulthard. Jacques Villeneuve est cinquième à huit dixièmes d'Alesi, et devance Johnny Herbert, Michael Schumacher et Heinz-Harald Frentzen.
La séance se déroule sans incident notable. Excepté l'écurie Jordan Grand Prix qui prévoit de faire trois arrêts en course et fait rouler Giancarlo Fisichella et Ralf Schumacher en gommes dures, l'ensemble des pilotes chaussent des pneus tendres et envisagent une stratégie à trois arrêts, à moins que la pluie, dont le risque reste très faible malgré les vents violents et la proximité du circuit avec la mer, ne s'invite.
| Pos. | No | Pilote                | Voiture           | Chrono         | Écart     | Tours |
| ---- | -- | --------------------- | ----------------- | -------------- | --------- | ----- |
| 1    | 9  | Mika Häkkinen         | McLaren-Mercedes  | 1 min 23 s 016 |           | 14    |
| 2    | 8  | Gerhard Berger        | Benetton-Renault  | 1 min 23 s 160 | + 0 s 144 | 13    |
| 3    | 14 | Olivier Panis         | Prost-Mugen-Honda | 1 min 23 s 166 | + 0 s 150 | 18    |
| 4    | 10 | David Coulthard       | McLaren-Mercedes  | 1 min 23 s 359 | + 0 s 343 | 12    |
| 5    | 3  | Jacques Villeneuve    | Williams-Renault  | 1 min 23 s 849 | + 0 s 833 | 13    |
| 6    | 16 | Johnny Herbert        | Sauber-Petronas   | 1 min 24 s 012 | + 0 s 996 | 14    |
| 7    | 5  | Michael Schumacher    | Ferrari           | 1 min 24 s 063 | + 1 s 047 | 16    |
| 8    | 4  | Heinz-Harald Frentzen | Williams-Renault  | 1 min 24 s 089 | + 1 s 073 | 15    |
| 9    | 15 | Shinji Nakano         | Prost-Mugen-Honda | 1 min 24 s 125 | + 1 s 109 | 15    |
| 10   | 1  | Damon Hill            | Arrows-Yamaha     | 1 min 24 s 231 | + 1 s 215 | 11    |
| 11   | 23 | Jan Magnussen         | Stewart-Ford      | 1 min 24 s 309 | + 1 s 293 | 12    |
| 12   | 11 | Ralf Schumacher       | Jordan-Peugeot    | 1 min 24 s 386 | + 1 s 370 | 17    |
| 13   | 7  | Jean Alesi            | Benetton-Renault  | 1 min 24 s 540 | + 1 s 524 | 10    |
| 14   | 6  | Eddie Irvine          | Ferrari           | 1 min 24 s 560 | + 1 s 544 | 15    |
| 15   | 17 | Norberto Fontana      | Sauber-Petronas   | 1 min 24 s 795 | + 1 s 779 | 7     |
| 16   | 2  | Pedro Diniz           | Arrows-Yamaha     | 1 min 25 s 103 | + 2 s 087 | 12    |
| 17   | 20 | Ukyo Katayama         | Minardi-Hart      | 1 min 25 s 159 | + 2 s 143 | 15    |
| 18   | 22 | Rubens Barrichello    | Stewart-Ford      | 1 min 25 s 275 | + 2 s 259 | 13    |
| 19   | 12 | Giancarlo Fisichella  | Jordan-Peugeot    | 1 min 25 s 377 | + 2 s 361 | 16    |
| 20   | 19 | Mika Salo             | Tyrrell-Ford      | 1 min 25 s 419 | + 2 s 403 | 15    |
| 21   | 21 | Tarso Marques         | Minardi-Hart      | 1 min 25 s 707 | + 2 s 691 | 12    |
| 22   | 18 | Jos Verstappen        | Tyrrell-Ford      | 1 min 26 s 307 | + 3 s 291 | 12    |

## Course

### Déroulement de l'épreuve
C'est dans une ambiance lourde et sous un temps chaud (27 °C) et ensoleillé que 70 000 spectateurs assistent au départ du Grand Prix d'Europe,. Peu avant, lors du briefing des pilotes, Max Mosley insiste de nouveau sur les sanctions qui seraient prises si un pilote, par ses actions, venait à influencer le résultat du championnat du monde.
Jacques Villeneuve (Williams-Renault), placé du côté propre de la piste, opte pour des pneus rodés, tandis que Michael Schumacher (Ferrari), situé du côté sale de la piste, chausse des gommes neuves. Schumacher prend un très bon départ et la tête de la course, tandis que Villeneuve part moins bien ; au premier virage, son équipier Heinz-Harald Frentzen le double sans difficulté, le Canadien lui laissant de l'espace afin d'éviter un contact. À l'issue du premier tour, Villeneuve est troisième avec 1,9 secondes de retard sur Schumacher. Derrière les meneurs, Damon Hill, sur Arrows-Yamaha, prend un mauvais départ et est dépassé par les McLaren-Mercedes de Mika Häkkinen et David Coulthard. Eddie Irvine (Ferrari), Jan Magnussen (Stewart-Ford), Gerhard Berger (Benetton-Renault) et Rubens Barrichello (Stewart-Ford) complètent les neuf premières places. Au fil des tours, l'Allemand porte son avance à quatre secondes. À la huitième boucle, Frentzen laisse passer son équipier, alors le plus rapide en piste, sur consigne d'équipe : ce dernier stabilise l'écart avec son rival. Au douzième tour, Pedro Diniz part en tête-à-queue dans la chicane Senna et bloque les roues arrière de son Arrows A18 dans la pelouse ; il abandonne alors qu'il occupait la treizième place,.
Au vingt-deuxième tour, Michael Schumacher, après avoir été involontairement gêné par la Minardi-Hart de Tarso Marques lors de son entrée aux stands, effectue son premier arrêt ravitaillement en 7,6 secondes et repart quatrième, derrière Villeneuve, Frentzen et Häkkinen. Au tour suivant, Villeneuve, qui a calqué sa stratégie de course sur celle de son rival, ravitaille et chausse de nouvelles gommes à son tour, et reprend la piste en cinquième position, juste derrière Coulthard. Au vingt-cinquième passage, ce dernier s'arrête à son tour : à ce moment-là, Villeneuve tente en vain un dépassement sur Schumacher. À la boucle suivante, c'est au tour de Häkkinen de ravitailler, puis de Frentzen au vingt-huitième tour : Schumacher et Villeneuve reprennent donc les deux premières places, séparés de neuf dixièmes de seconde. Ce faible écart est permis par la soudaine baisse de rythme de Frentzen lorsqu'il était devant Schumacher, afin de permettre à son équipier de se rapprocher le plus possible de son rival,,.
Au trente-et-unième tour, dans la ligne droite des stands, les meneurs croisent la route du pilote Sauber-Petronas Norberto Fontana qui sort des stands. Ce dernier laisse passer Schumacher, mais s'intercale devant Villeneuve qu'il empêche de passer durant quelques virages, accroissant l'écart entre les deux rivaux à 3,1 secondes. Les observateurs voient ici soit une marque de l'inexpérience, voire de l'incompétence de Fontana, censé laisser passer les pilotes qui lui prennent un tour, soit une manœuvre délibérée du pilote argentin, dont le moteur est fourni par Ferrari. Le commentateur britannique Murray Walker s'exclame : « Une caisse de champagne de Ferrari à Sauber. Parce que le nouveau venu argentin Norberto Fontana, issu de la Formule 3, a vraiment, vraiment aidé Michael Schumacher sur son chemin »,,. À la faveur de pneus neufs, Villeneuve réduit progressivement l'écart à 2 secondes au trente-cinquième tour, puis à 1,7 secondes cinq boucles plus loin. À ce moment-là, Schumacher et Villeneuve se rapprochent des pilotes Jordan-Peugeot. Jean Todt, le directeur sportif de la Scuderia Ferrari, se rend alors dans le garage de l'écurie irlandaise et fait signe à son patron Eddie Jordan. Sur la piste, l'un des pilotes de l'équipe, Ralf Schumacher, le frère de Michael, gêne Villeneuve au moment de lui céder un tour, lui faisant perdre 0,4 secondes. Un peu plus tard, c'est au tour de Ron Dennis, le patron de McLaren, de rendre visite à Jordan afin de leur demander de faire laisser passer Häkkinen et Coulthard,.
Michael Schumacher observe son second arrêt aux stands au quarante-troisième tour, imité par Villeneuve au tour suivant. Le Canadien, plus rapide avec ses gommes neuves, rattrape son retard sur l'Allemand. Au quarante-huitième tour, il tente une manœuvre de dépassement à l'intérieur du sixième virage, à Dry Sack. Schumacher, surpris, donne alors un coup de volant pour l'en empêcher mais la Williams est déjà bien infiltrée et la roue avant droite de Schumacher heurte le ponton de Villeneuve. Schumacher part dans le bac à graviers et n'en ressort pas tandis que Villeneuve, après que sa monoplace a bondi dans les airs, reprend sa route, celle-ci étant intacte. Dans le même tour, Damon Hill (Arrows) abandonne à la suite de la rupture de sa boîte de vitesses,,.
Jacques Villeneuve, craignant que ses suspensions soient endommagées, réalise deux tours à vitesse réduite, puis reprend une allure normale. Ses pneus surchauffent et il décide de ralentir : cinq pilotes, dont David Coulthard, Mika Häkkinen (McLaren) sont à moins de cinq secondes du Canadien. Une discussion informelle entre Ron Dennis et Frank Williams a conclu sur le fait que les deux pilotes McLaren devaient tenir à distance l'ensemble des pilotes de la lutte pour le titre entre Schumacher et Villeneuve. Ce dernier, afin d'assurer son titre de champion du monde, laisse passer uniquement les pilotes McLaren dans le dernier tour. Lors de la boucle précédente, une consigne d'équipe ordonne à l'Écossais de laisser passer son équipier, qui remporte son premier Grand Prix de Formule 1 en 1 h 38 min 57 s 771 après 96 participations. Gerhard Berger double Eddie Irvine, percuté par le retardataire Giancarlo Fisichella (Jordan-Peugeot), dans le dernier tour et termine la dernière course de sa carrière à la quatrième place. Heinz-Harald Frentzen marque le point de la sixième place : cette performance est imputable à la perte de cinq secondes au moment où il a ralenti derrière son équipier Villeneuve lorsque ce dernier effectuait ses deux tours lents après sa collision avec Schumacher puis lors de son second arrêt, où, ébloui par le soleil, il s'est arrêté par mégarde dans le stand Benetton. Olivier Panis (Prost-Mugen-Honda), Johnny Herbert (Sauber-Petronas), Jan Magnussen (Stewart-Ford) et Shinji Nakano (Prost-Mugen-Honda), à plus d'une minute du vainqueur, complètent le top 10,,. À un tour, Ralf Schumacher (Jordan-Peugeot) est onzième, suivi par Mika Salo (Tyrrell-Ford) qui s'est battu dans le peloton tout au long de la course. Jean Alesi, treizième sur Benetton-Renault, s'est longtemps retrouvé à la lutte face à Panis avant de partir en tête-à-queue dans le bac à graviers peu après son second arrêt, l'obligeant à changer ses pneus. Norberto Fontana (Sauber-Petronas), Tarso Marques (Minardi-Hart) Jos Verstappen (Tyrrell-Ford) et Ukyo Katayama (Minardi-Hart) sont les derniers classés,.
Lors de la commission extraordinaire du 11 novembre 1997, le pouvoir sportif de la FIA a, pour cause de « conduite dangereuse », sanctionné Schumacher en l'excluant du classement du championnat du monde 1997, le privant de sa deuxième place ; le pilote allemand conserve toutefois ses victoires et ses points.

### Classement de la course
| Pos. | No | Pilote                | Écurie            | Tours | Temps/Abandon                      | Grille | Points |
| ---- | -- | --------------------- | ----------------- | ----- | ---------------------------------- | ------ | ------ |
| 1    | 9  | Mika Häkkinen         | McLaren-Mercedes  | 69    | 1 h 38 min 57 s 771 (185,240 km/h) | 5      | 10     |
| 2    | 10 | David Coulthard       | McLaren-Mercedes  | 69    | + 1 s 654                          | 6      | 6      |
| 3    | 3  | Jacques Villeneuve    | Williams-Renault  | 69    | + 1 s 803                          | 1      | 4      |
| 4    | 8  | Gerhard Berger        | Benetton-Renault  | 69    | + 1 s 919                          | 8      | 3      |
| 5    | 6  | Eddie Irvine          | Ferrari           | 69    | + 3 s 789                          | 7      | 2      |
| 6    | 4  | Heinz-Harald Frentzen | Williams-Renault  | 69    | + 4 s 537                          | 3      | 1      |
| 7    | 14 | Olivier Panis         | Prost-Mugen-Honda | 69    | + 1 min 07 s 145                   | 9      |        |
| 8    | 16 | Johnny Herbert        | Sauber-Petronas   | 69    | + 1 min 13 s 000                   | 14     |        |
| 9    | 23 | Jan Magnussen         | Stewart-Ford      | 69    | + 1 min 17 s 487                   | 11     |        |
| 10   | 15 | Shinji Nakano         | Prost-Mugen-Honda | 69    | + 1 min 18 s 215                   | 15     |        |
| 11   | 12 | Giancarlo Fisichella  | Jordan-Peugeot    | 68    | + 1 tour                           | 17     |        |
| 12   | 19 | Mika Salo             | Tyrrell-Ford      | 68    | + 1 tour                           | 21     |        |
| 13   | 7  | Jean Alesi            | Benetton-Renault  | 68    | + 1 tour                           | 10     |        |
| 14   | 17 | Norberto Fontana      | Sauber-Petronas   | 68    | + 1 tour                           | 18     |        |
| 15   | 21 | Tarso Marques         | Minardi-Hart      | 68    | + 1 tour                           | 20     |        |
| 16   | 18 | Jos Verstappen        | Tyrrell-Ford      | 68    | + 1 tour                           | 22     |        |
| 17   | 20 | Ukyo Katayama         | Minardi-Hart      | 68    | + 1 tour                           | 19     |        |
| Abd. | 5  | Michael Schumacher    | Ferrari           | 47    | Collision                          | 2      |        |
| Abd. | 1  | Damon Hill            | Arrows-Yamaha     | 47    | Boîte de vitesses                  | 4      |        |
| Abd. | 11 | Ralf Schumacher       | Jordan-Peugeot    | 44    | Alternateur                        | 16     |        |
| Abd. | 22 | Rubens Barrichello    | Stewart-Ford      | 30    | Boîte de vitesses                  | 12     |        |
| Abd. | 2  | Pedro Diniz           | Arrows-Yamaha     | 11    | Sortie de piste                    | 13     |        |

### Pole position et record du tour
Jacques Villeneuve réalise la treizième et dernière pole position de sa carrière, la treizième pour le compte de l'écurie Williams,. Cette pole position est la 108e de l'écurie Williams F1 Team et la 135e pour Renault en tant que motoriste.
Heinz-Harald Frentzen obtient le sixième et dernier meilleur tour en course de sa carrière, le sixième pour le compte de Williams. C'est le 110e meilleur tour en course d'une Williams et le 105e du motoriste Renault.
- Pole position :  Jacques Villeneuve (Williams-Renault) en 1 min 21 s 072 (vitesse moyenne : 196,625 km/h).
- Meilleur tour en course :  Heinz-Harald Frentzen (Williams-Renault) en 1 min 23 s 135 au 30e tour (vitesse moyenne : 191,746 km/h).

### Tours en tête
Michael Schumacher, élancé depuis la deuxième place, ravit la tête de la course à Jacques Villeneuve au premier virage jusqu'à son premier arrêt au vingt-et-unième tour. Villeneuve se retrouve premier pendant un tour, puis s'arrête aux stands, laissant cette position à Heinz-Harald Frentzen durant cinq boucles après lesquelles celui-ci observe son arrêt. Schumacher reprend la tête au vingt-huitième tour, jusqu'à son second arrêt au quarante-deuxième tour. Villeneuve mène la course durant deux tours puis s'arrête, laissant la première place à son rival jusqu'au quarante-septième tour. La boucle suivante, l'accrochage entre Schumacher et Villeneuve permet à ce dernier de récupérer la tête de l'épreuve jusqu'au dernier tour où il est dépassé par Mika Häkkinen,.
- Michael Schumacher (Ferrari) : 39 tours (1-21 ; 28-42 ; 45-47)
- Jacques Villeneuve (Williams-Renault) : 24 tours (22 ; 43-44 ; 48-68)
- Heinz-Harald Frentzen (Williams-Renault) : 5 tours (23-27)
- Mika Häkkinen (McLaren-Mercedes) : 1 tour (69)

## Après-course

### Première victoire pour Häkkinen, le titre pour Villeneuve

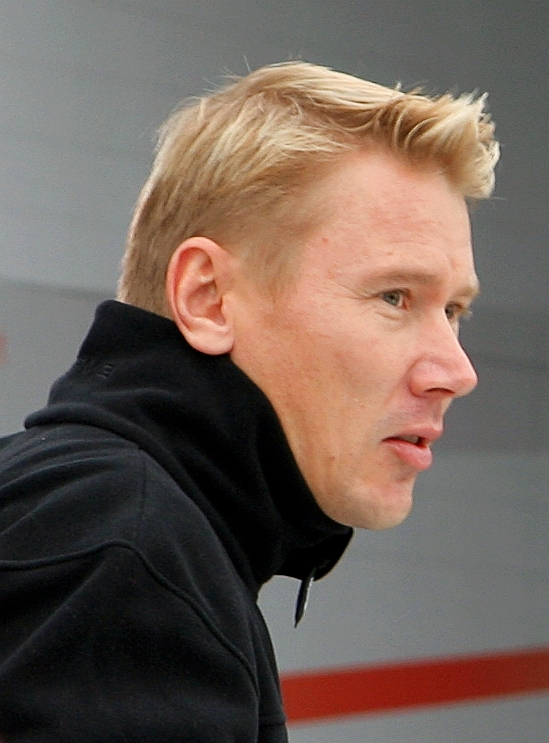
À Jerez, Mika Häkkinen (ici en 2006) remporte son premier Grand Prix de Formule 1 depuis sa première participation en 1991.

Mika Häkkinen remporte son premier Grand Prix de Formule 1 après 96 participations : « C'est fantastique, c'est incroyable. C'était une course excitante du début jusqu'à la fin pour moi. C'est vrai que j'étais plus rapide que Jacques au début de la course. Mais comme il se battait pour le championnat, je ne voulais pas prendre de risque donc je suis resté derrière lui. Mais je n'ai jamais pensé à un moment que je pouvais gagner la course. J'ai pu dépasser David à un endroit où vous ne pouvez pas vraiment le faire et ensuite Jacques n'a pas cherché à se défendre. Fantastique ».
Malgré son accrochage avec Michael Schumacher, Jacques Villeneuve, troisième, est sacré champion du monde : « J'ai rencontré beaucoup de patinage au départ tandis que Schumacher est parti comme une fusée. Ce fut très difficile, très physique de le suivre, car il a l'art d'enchaîner les tours de course à fond, comme pendant les qualifications. En plus, je n'avais que deux trains de pneus neufs. J'en ai évidemment gardé un pour la fin de course. Il fallait que j'attaque Michael dans les deux ou trois tours suivant mon dernier arrêt, lorsque les gommes étaient à leur plus haut rendement. Finalement, j'ai tenté ma chance en retardant mon freinage puis en gardant la corde à l'intérieur. C'était imparable. Il n'y avait pas d'autres solutions pour que je l'emporte. Au pire on finissait tous les deux dans les graviers. Mais quand il m'a vu devant lui, il a donné un coup de volant, sans doute pour endommager ma voiture. Mais il a raté son coup ! […] Schumacher vient de montrer son vrai visage. Il a prouvé qu'il avait bien volontairement sorti Hill à Adélaïde, en 1994 ! C'est bien fait pour lui ! […] Le choc a été quand même été très dur, et pendant deux ou trois tours, la Williams avait un comportement bizarre. J'étais persuadé que quelque chose avait lâché sur la suspension. J'ai bouclé quelques tours lents, ça tenait le coup. J'ai augmenté le rythme, ça tenait encore. Après, j'ai dû lever le pied car les pneus s'altéraient. J'ai donc adopté une cadence en dents de scie. Puis, quand j'ai vu Häkkinen dans mes rétroviseurs, je lui ai ouvert la porte. En début de course, il ne s'était pas mêlé à notre bagarre, par correction. Aussi ne lui ai-je pas résisté, pas plus qu'à Coulthard ! »,.
Michael Schumacher, qui a échoué à ravir un troisième titre mondial, n'estime aucunement être à l'origine de l'accrochage qui a entraîné son abandon : « Avec Bernie [Ecclestone], nous avons parlé de mes prochaines vacances. Ma voiture était parfaite et je pense que j’aurais pu garder Villeneuve derrière moi jusqu'à l'arrivée. Je ne pense pas avoir fait une erreur. J'ai connu de meilleurs jours, mais c'est la course ». Pour l'Allemand, le Canadien l'a utilisé « un peu comme un frein » et que sans lui, il aurait fini dans les graviers,.
Le directeur technique de Ferrari, Ross Brawn, explique que Schumacher pensait que Villeneuve était à l'origine de l'accrochage et il s'en sentait lésé, mais une fois descendu de la voiture et après avoir visionné les images de l'incident lorsque l'adrénaline était redescendue, il réalise qu'il avait fait une erreur : « Finalement, Michael s'est approché de Jacques et a essayé de le faire chuter. C'était une erreur de sa part, il n'aurait pas dû le faire. Il est intéressant de noter qu'en rentrant aux stands, il avait une vision complètement différente de ce qui s'était passé. Ce n'est qu'en voyant la télévision qu'il a réalisé ce qui s'était réellement passé. Il est revenu aux stands et il nous a dit : « Nous devons disqualifier Villeneuve », et j'ai dit : « Michael, tu dois vraiment regarder la télévision parce que ça ne ressemble vraiment pas à ça, j'en ai peur. » Il a regardé, s'est tu et a réalisé que les choses ne s'étaient pas déroulées comme il le pensait depuis le cockpit ». En 2009, Schumacher déclare que la course de Jerez constitue un regret : « J'ai vécu quelques moments que je referais différemment, probablement en 1997 à Jerez. J'aurais eu quelques occasions d'éviter tout cela et de gagner quand même le championnat, mais on en tire des leçons ».

### Collision entre Schumacher et Villeneuve

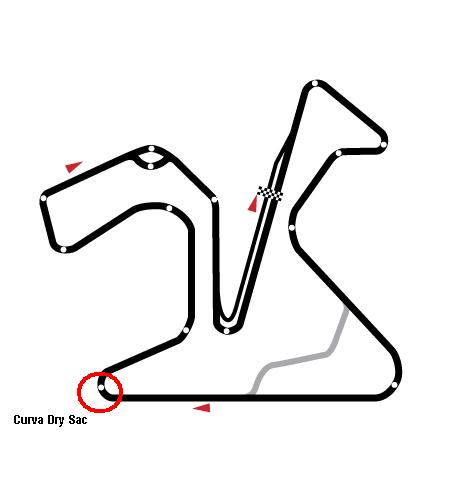
Le virage Dry Sack où s'est produit l'accrochage entre Schumacher et Villeneuve.

En marge du Grand Prix d'Europe, Max Mosley, le président de la Fédération internationale de l'automobile, avait promis d'infliger des sanctions à quiconque tenterait d'influencer le résultat du championnat. Au moment de la collision entre Schumacher et Villeneuve, les commissaires de course ont examiné les images vidéo de la collision entre Villeneuve et Schumacher et ont déterminé qu'il s'agissait d'un « incident de course » et n'ont pris aucune sanction contre Schumacher.
Schumacher est ensuite convoqué à comparaître devant une réunion extraordinaire du Conseil mondial de la FIA. Le 11 novembre 1997, celui-ci prononce l'exclusion de Schumacher du championnat du monde 1997, une sanction sans précédent dans l'histoire de la discipline. Il perd ainsi sa deuxième place au classement général au profit de Frentzen, mais conserve l'ensemble de son palmarès et n'est pas condamné à une amende ou à une exclusion pour quelques courses ou l'ensemble de la saison suivante, bien qu'envisagé, ce type de sanction n'étant pas jugé dissuasif. Schumacher accepte la décision et admet avoir fait une erreur. Max Mosley déclare que le conseil a conclu que « cet incident est le fruit d'une erreur, et non d'un geste prémédité. En punissant l'Allemand de la sorte, nous avons donc voulu trouver un moyen d'empêcher que de tels comportements ne se reproduisent ». Schumacher accepte de participer pendant sept jours à une campagne de sensibilisation à la sécurité routière de la FIA en 1998 pour ne pas écoper de sanction supplémentaire,,.
La Scuderia Ferrari n'a pas été sanctionnée malgré l'article 123 du Code Sportif International de la FIA qui stipule que « le concurrent est responsable de tous les actes ou omissions de la part du pilote », ce qui signifie qu'en vertu de cette règle, qui n'a jamais été invoquée pour un incident de conduite, Ferrari aurait pu être sanctionnée pour ne pas avoir contrôlé son pilote en étant exclue du classement du championnat du monde des constructeurs. Interrogé sur le sujet, Mosley a déclaré que le Conseil Mondial avait décidé de ne pas invoquer l'article 123. En outre, le Conseil Mondial de la FIA n'a pas abordé la question d'une éventuelle sanction contre les commissaires de course qui avaient minimisé la collision entre Schumacher et Villeneuve.
En janvier 1998, une enquête est ouverte à Cologne après le dépôt d'une plainte contre Michael Schumacher pour tentative d'homicide sur Jacques Villeneuve. Cette plainte est déposée par un habitant de Francfort à la suite de l'accrochage entre les deux pilotes au Grand Prix d'Europe,. L'enquête est finalement classée sans suite.

### Soupçon d'arrangement entre Williams et McLaren
Le 8 novembre 1997, le Times publie un article accusant les écuries Williams et McLaren de s'être entendues pour décider de l'ordre d'arrivée du Grand Prix d'Europe. Les allégations de l'article sont fondées sur des enregistrements des transmissions radio effectuées entre Jacques Villeneuve et John Clear, son ingénieur de piste. Ce dernier l'informait de ne pas s'inquiéter des pilotes McLaren qui le rattrapaient, mais plutôt de la Ferrari d'Eddie Irvine, quatrième, qui aurait pu tenter de le rattraper : Clear insiste à deux reprises sur le fait que Häkkinen a été « très serviable » : « Coulthard contrôle Irvine. Häkkinen va vite et est très utile. Attention, Häkkinen est deuxième. il veut sans doute gagner. Très utile. Häkkinen juste derrière ». Puis dans le dernier tour : « Häkkinen a été très utile. Jacques, deuxième position. Ne me laisse pas tomber Jacques. On en a parlé »,,.
Le 11 novembre 1997, après avoir entendu les responsables des deux écuries, le Conseil mondial de la FIA, par la voix de son président, Max Mosley, a estimé qu'« il n'y avait rien dans cette affaire tombant sous le coup du code sportif. […] Il est tout à fait clair que le résultat de la course n'était pas truqué. Il n'y avait aucun accord entre McLaren et Williams pour que Mika Häkkinen gagne. Ils ont pu démontrer très clairement que ce n'était pas le cas »,,.
En 2014, David Coulthard révèle finalement dans un entretien qu'il y avait un accord entre McLaren et Williams : « Ron [Dennis] avait conclu cet accord avec Frank [Williams], dont aucun d'entre nous ne savait rien, selon lequel si nous aidions Williams dans sa quête pour battre Ferrari, ils ne s'opposeraient pas à l'aide apportée à McLaren. Ron le nierait probablement encore aujourd'hui. C'est ce qui s'est passé, puis ils m'ont demandé de [laisser passer Mika] ». En mars 2021, le cofondateur de l'équipe Williams, Patrick Head, a déclaré que Frank Williams et Ron Dennis avaient conclu un accord pour laisser passer les McLaren pour gagner si Villeneuve était en position de remporter le championnat des pilotes pendant la course. Head explique qu'il n'approuvait pas ce plan, dont il n'a été tenu au courant qu'à la mi-course. Jonathan Williams, le fils de Frank, révèle avoir pris connaissance de l'accord entre les deux équipes au neuvième tour de la course.

### Déclaration de Norberto Fontana en 2006
En septembre 2006, l'ancien pilote de l'écurie Sauber, alors motorisée par Ferrari, Norberto Fontana, déclare que le patron de Ferrari, Jean Todt, a ordonné aux pilotes de l'équipe suisse de bloquer Jacques Villeneuve lors de la course : « Deux à trois heures avant la course, Jean Todt est entré dans le motorhome et nous a dit que Ferrari nous ordonnait de bloquer Villeneuve si nous nous trouvions sur son chemin ». Fontana explique qu'il a bloqué Villeneuve le temps de trois à quatre virages au 31e tour, ce qui a coûté trois secondes au pilote canadien. Fontana explique aussi : « Schumacher ne m'a jamais remercié, et Jean Todt a quitté le paddock après la course. Je ne lui ai plus jamais parlé ». Après cette déclaration, Peter Sauber et Jean Todt nient en bloc, le premier expliquant qu'« en neuf ans de collaboration avec Ferrari, Jean Todt n'a jamais demandé à un de nos pilotes de faire de l'obstruction pour Michael Schumacher sur la piste » et le second rejetant des allégations qui n'ont « aucun sens ».

### Dernier Grand Prix de Formule 1 à Jerez
Le 12 décembre 1997, le Conseil mondial du sport automobile de la Fédération internationale de l'automobile a statué que Pedro Pacheco, alors maire de Jerez de la Frontera, a perturbé la cérémonie du podium. Les personnes choisies pour présenter les trophées dépendaient du classement de la course, le président de Daimler-Benz, Jürgen Schrempp, n'étant disposé à faire une présentation qu'à un pilote McLaren-Mercedes. Comme les McLaren de Häkkinen et Coulthard ont dépassé la Williams de Villeneuve dans le dernier tour, cela aurait signifié qu'il aurait pu présenter soit le trophée de la première ou de la deuxième place, soit le trophée du constructeur gagnant. Il y eut une certaine confusion en raison des changements tardifs de position, et finalement, le maire de Jerez et le président de la communauté autonome d'Andalousie, Manuel Chaves, ont présenté les trophées, et pas Schrempp. Des témoins oculaires rapportent que le président de la FIA, Max Mosley, s'est emporté contre le maire Pedro Pacheco, lui affirmant que sa ville n'accueillerait plus jamais de Grand Prix. Début décembre 1997, Mosley annonce : « La perturbation a causé de l'embarras et des désagréments à ceux qui présentaient les trophées et par conséquent, aucune autre manche du Championnat du monde de Formule 1 de la FIA n'aura lieu sur le circuit de Jerez ». Si Pacheco proteste en déclarant que « C'est un scandale. Ils proposent une interdiction permanente. La seule chose qu'ils n'ont pas faite, c'est de proposer la démolition du circuit. L'interdiction sera impossible. Il y aura de la F1 à Jerez », il se ravise lors du Conseil Mondial, expliquant qu'il y a eu un malentendu et que cela ne se reproduirait plus. Finalement, le Conseil mondial annule la sanction prise par Mosley, mais dans les faits, Jerez n'a plus accueilli de Grand Prix de Formule 1,.

## Statistiques
Le Grand Prix d'Europe 1997 représente :
- la 13e et dernière pole position de sa carrière pour Jacques Villeneuve[102] ;
- la 1re victoire de sa carrière pour Mika Häkkinen[103] ;
- la 107e victoire pour McLaren en tant que constructeur[104] ;
- la 12e victoire pour Mercedes en tant que motoriste[105] ;
- le 116e et dernier Grand Prix pour Yamaha en tant que motoriste[106] ;
- le 450e Grand Prix pour le motoriste Ford-Cosworth[107] ;
- le 250e Grand Prix pour le motoriste Renault[108] ;
- le 50e Grand Prix pour Pedro Diniz[109] ;
- le 210e et dernier Grand Prix pour Gerhard Berger[110] ;
- le 95e et dernier Grand Prix pour Ukyo Katayama[111] ;
- le 4e et dernier Grand Prix pour Norberto Fontana[112] ;

Au cours de ce Grand Prix :
- Jacques Villeneuve remporte son unique titre de champion du monde de Formule 1[113] ;
- Trois pilotes, Jacques Villeneuve, Michael Schumacher et Heinz-Harald Frentzen réalisent le même meilleur temps de qualification au millième de seconde près. L'ordre de la grille est établi en fonction de la chronologie de réalisation du temps (Villeneuve devant Schumacher puis Frentzen)[45].

## Classements généraux à l'issue de la course
| Pos. | Pilote                | Écurie            | Points |
| ---- | --------------------- | ----------------- | ------ |
| 1    | Jacques Villeneuve    | Williams-Renault  | 81     |
| Dsq. | Michael Schumacher    | Ferrari           | 78     |
| 2    | Heinz-Harald Frentzen | Williams-Renault  | 42     |
| 3    | David Coulthard       | McLaren-Mercedes  | 36     |
| 4    | Jean Alesi            | Benetton-Renault  | 36     |
| 5    | Gerhard Berger        | Benetton-Renault  | 27     |
| 6    | Mika Häkkinen         | McLaren-Mercedes  | 27     |
| 7    | Eddie Irvine          | Ferrari           | 24     |
| 8    | Giancarlo Fisichella  | Jordan-Peugeot    | 20     |
| 9    | Olivier Panis         | Prost-Mugen-Honda | 16     |
| 10   | Johnny Herbert        | Sauber-Petronas   | 15     |
| 11   | Ralf Schumacher       | Jordan-Peugeot    | 13     |
| 12   | Damon Hill            | Arrows-Yamaha     | 7      |
| 13   | Rubens Barrichello    | Stewart-Ford      | 6      |
| 14   | Alexander Wurz        | Benetton-Renault  | 4      |
| 15   | Jarno Trulli          | Prost-Mugen-Honda | 3      |
| 16   | Mika Salo             | Tyrrell-Ford      | 2      |
| 17   | Pedro Diniz           | Arrows-Yamaha     | 2      |
| 18   | Shinji Nakano         | Prost-Mugen-Honda | 2      |
| 19   | Nicola Larini         | Sauber-Petronas   | 1      |

| Pos. | Écurie            | Points |
| ---- | ----------------- | ------ |
| 1    | Williams-Renault  | 123    |
| 2    | Ferrari           | 102    |
| 3    | Benetton-Renault  | 67     |
| 4    | McLaren-Mercedes  | 63     |
| 5    | Jordan-Peugeot    | 33     |
| 6    | Prost-Mugen-Honda | 21     |
| 7    | Sauber-Petronas   | 16     |
| 8    | Arrows-Yamaha     | 9      |
| 9    | Stewart-Ford      | 6      |
| 10   | Tyrrell-Ford      | 2      |